# آلبرت هیپرس
آلبرت هیپرس (انگلیسی: Albert Haepers) ژیمناست هنری اهل بلژیک بود. از افتخارات وی میتوان به کسب مدال نقره تیمی تمام اسباب در بازی‌های المپیک تابستانی ۱۹۲۰ اشاره کرد.